# Наливайко, Северин
Севери́н (Семерин) Налива́йко (Семерий; 1560, Гусятин, Королевство Польское — 11 (21) апреля 1597, Варшава, Речь Посполитая) — надворный казак, позже казацкий предводитель конца XVI века, руководитель восстания, охватившего значительную территорию юго-восточных земель Польско-Литовского государства.

## Биография

### Рождение, семья
Родился в семье ремесленника. После насильственной смерти отца, погибшего от произвола владетеля городка Гусятина, жил с матерью в городе Остроге, где учился его старший брат Демьян.
Затем служил сотником в «надворном войске» князя К. Острожского, в частности, принимал участие в подавлении восстания Косинского в 1593 году. Пользуясь покровительством князя Острожского, совершал нападения на имения панов и духовных лиц, враждебных православию.
В 1594 году он во главе казацкого отряда ходил под Килию и Бендеры против татар, затем прислал посольство в Запорожскую Сечь с предложением об антитатарском союзе (зафиксированное в «Записках Лясоты»). Осенью того же года нападением на шляхетские «рочки» в Брацлаве начал восстание. Из Бара издал универсал, призывая народ к антипольскому восстанию. В следующем году совершил удачные набеги на Венгрию и Молдавию.

### Действия восставших
Наливайко прогнал татар из Подолья, отправил на Запорожье посланцев. Прибыв в Сечь 1 июля 1594 года, они обратились к запорожцам с призывом поднять оружие против шляхетского господства. Казачество с большим подозрением отнеслось к предложению Наливайко, ибо было известно о его участии в подавлении восстания К. Косинского. Однако затем казаки согласились участвовать в походе на татар. Во главе войска, отправлявшегося к Наливайко, был поставлен представитель Сечи Григорий Лобода.
После боёв против турок в Молдавии отряды Наливайко вернулись на Подолье. Здесь осенью началось восстание: в ночь на 16 октября казаки, руководимые Наливайко, перебили шляхту, съехавшуюся в Брацлав на ежегодное собрание «рочки». Подошедшие запорожцы Г. Лободы и реестровые казаки Я. Оришовского увеличили силы восставших. В 20-х числах ноября повстанцы овладели городом Бар. Тут была созвана казацкая рада, постановившая обратиться к русскому народу с универсалами — призвать его к восстанию против магнатов и шляхтичей, а также принять меры к обеспечению войска оружием и продовольствием. Население живо откликнулось на призыв повстанцев. Волна восстания скоро докатилась до Винницы.

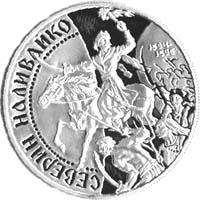
Северин Наливайко на монете Украины

Ополчение Наливайко быстро увеличивалось: отовсюду собирались отряды русских селян, бежавших от притеснений господ. Весной 1595 г. повстанческое войско разделилось: одна часть его, под предводительством Наливайко, двинулась на Волынь, овладела Луцком, где были сторонники и слуги епископа Кирилла Терлецкого, наиболее видного деятеля унии. Истребляя с крайней жестокостью шляхтичей, ксендзов и просто католиков, в том числе женщин и детей, Наливайко из Волыни двинулся в Великое княжество Литовское, где ограбил и разрушил Могилёв. Падение этой сильной крепости стало сигналом к массовому восстанию русского крестьянства.

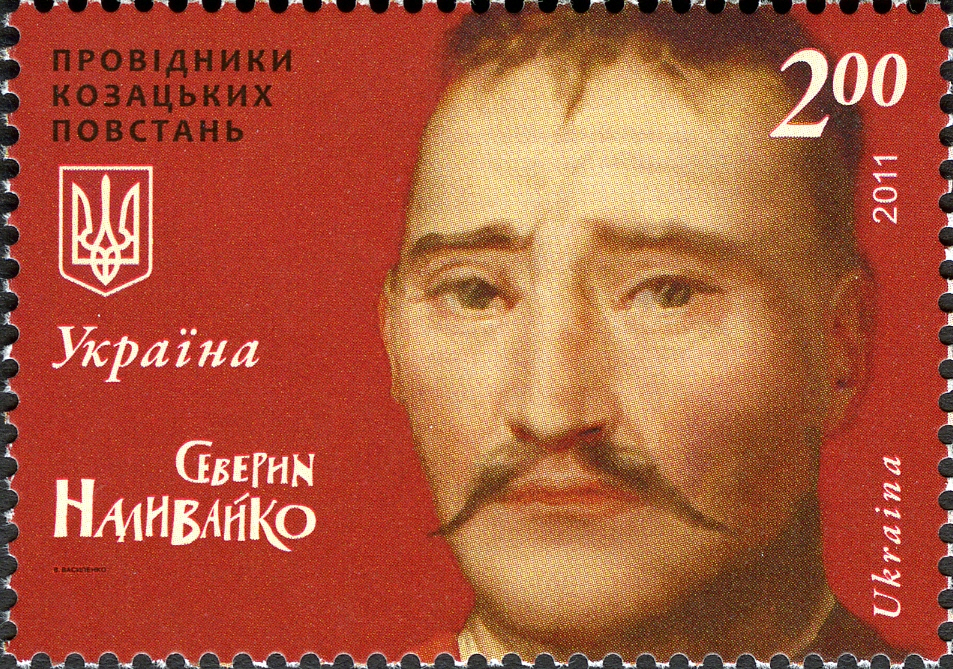
Почтовая марка Украины

Другая часть повстанческого войска с Лободою и Шаулою во главе пошла на Белую Церковь. Отсюда она должна была продвинуться к Киеву и затем берегом Днепра — в Белоруссию, где предполагала соединиться с Наливайко. Из Речицы Наливайко послал письмо к королю Сигизмунду III с просьбой отвести казакам свободную землю между реками Бугом и Днестром ниже Брацлава, за что казаки обяжутся помогать Речи Посполитой в войнах с соседними странами. Восстание принимало опасные для королевства размеры. Король вынужден был вызвать войско из Молдавии и поручил коронному гетману Жолкевскому подавить мятеж, охвативший восточную часть Великого княжества Литовского и южные воеводства. Из Молдавии вернулись войска во главе с коронным гетманом Ст. Жолкевским и магнатские отряды, а на Могилёв двинулось 15-тысячное конное литовское войско во главе с воеводой Буйвидом. Наливайко некоторое время повоевал против турок в составе австрийской армии (июнь-сентябрь 1595), а затем ушёл на юг, где поднялось также восстание под предводительством избранного нереестровыми казаками в гетманы Лободы, и под Трипольем он соединился с последним, причём главенство над казацкими силами перешло к Лободе. Ввиду того, что польские войска всё усиливались, казакам пришлось отступить на левый берег Днепра.
В феврале 1596 года по решению польского сейма на подавление восстания двинулось шляхетское ополчение во главе с коронным гетманом Станиславом Жолкевским. Разгромив наливайковцев 28 февраля у села Мациевичи, он вытеснял их с Брацлавщины в Дикое поле. Казаки были разбиты в битве у Острого Камня, а затем осаждены неприятелем близ города Лубны, на урочище Солонице. Казаки оградились возами в четыре ряда и больше двух недель выдерживали осаду поляков, окруживших табор с трёх сторон (с четвёртой стороны было болото). Открылся недостаток в пище и воде, наступили внутренние раздоры. После длительных переговоров казаки выдали шляхте Северина Наливайко, но категорически отказались выдать других своих товарищей и заявили, что будут обороняться до последней капли крови. «Обороняйтесь», отвечал предводитель польского войска Жолкевский, и в этот же момент поляки с оружием в руках бросились на казацкий табор. Казаки не успели ни взяться за оружие, ни построиться в ряды, и пустились врассыпную. Поляки разгромили их немилосердно, истребив вместе с обозом около 8 тысяч человек.

### Казнь
7 (17) июля 1596 казаки выдали Наливайко и других командиров Жолкевскому, думая тем спасти свою жизнь. После почти годичных пыток Наливайко отрубили голову во время сейма в Варшаве, тело четвертовали и каждую отсеченную часть развесили по разным местам. Впоследствии среди запорожских казаков сложилось предание, будто бы Наливайко был сожжён в Варшаве по королевскому приказу в медном быке, нашедшее, в частности, отражение в повести Н. В. Гоголя «Тарас Бульба»:

«А так, что уж теперь гетман, зажаренный в медном быке, лежит в Варшаве, а полковничьи руки и головы развозят по ярмаркам напоказ всему народу. Вот что наделали полковники!»

## Наследие
Действия повстанцев Северина Наливайко в Белоруссии описываются Баркулабовской летописью.
Наливайко неоднократно упоминается в произведениях Тараса Шевченко и Г. П. Данилевского, является героем неоконченной поэмы Кондратия Рылеева «Наливайко» (1825). Советский украинский писатель Иван Ле написал в 1940 году исторический роман «Наливайко», выдержавший несколько изданий на русском языке.

## Родственники
Согласно семейному преданию, род Циолковских, к которому принадлежит Константин Эдуардович Циолковский, ведет свою генеалогию от казака Северина Наливайко. Потомки Наливайко были сосланы в Плоцкое воеводство, где породнились с дворянской семьёй и приняли их фамилию — Циолковские. Сама же фамилия произошла от названия села Целково. Так же часть потомков Северина проживают на территории Красноярского края, в городе Назарово 